# Steinschale von Ørslev
Die Steinschale von Ørslev ist eine als Taufbecken (dän. Døbefonten) benutzte ältere Schale, die in der Kirche von Ørslev bei Ejby auf der dänischen Insel Fünen steht. 
Sie diente in der Wikingerzeit als großer Kessel für die Speisezubereitung. Schalen oder Kessel dieser Größe waren kostbar und bei den Wikingern beliebt. Es handelt sich um ein aus Norwegen stammendes Exemplar aus Speckstein. 

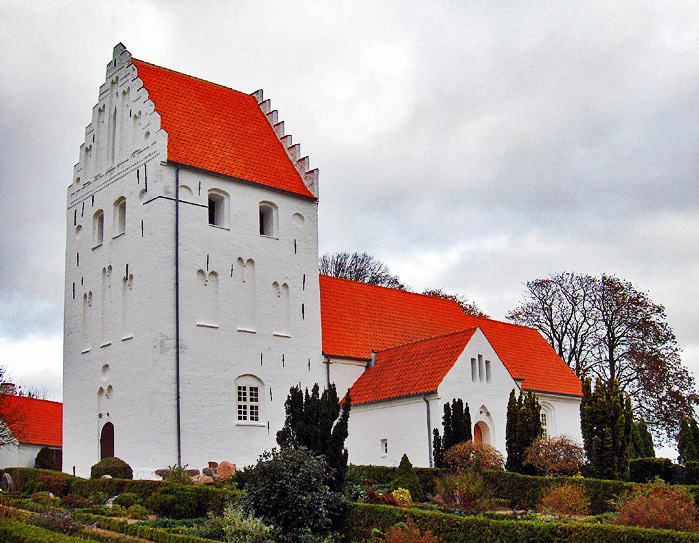
Ørslev kirke